# Битва при Любеке
Битва при Любеке состоялась 6 ноября 1806 года в вольном городе Любеке, между прусскими солдатами, во главе с Гебхардом Леберехтом фон Блюхером, которые отступали после поражения в битве при Йене и Ауэрштедте, и войсками Французской империи под командованием маршалов Мюрата, Бернадота и Сульта, которые их преследовали. В этой Войне четвёртой коалиции французы нанесли прусским войскам тяжёлое поражение, изгнав их из нейтрального города.
После сокрушительного поражения от Наполеона в октябре, в битве при Йене и Ауэрштедте прусские армии отступили на восточный берег реки Эльбы и двинулись на северо-восток в попытке достичь реки Одер. Стремясь уничтожить силы своих противников, Наполеон отправил свою Великую армию в погоню. Большая часть бежавших пруссаков укрылась в крепости Магдебург, где они оказались в окружении. Другая часть была перехвачена и уничтожена в битве при Пренцлау. Это событие спровоцировало серию капитуляций прусских войск и крепостей.
Не имея возможности добраться до Одера, Блюхер развернулся и помчался на запад, преследуемый Мюратом, Бернадотом и Сультом. После ряда хорошо проведённых арьергардных действий войска Блюхера пробились в нейтральный город Любек, где заняли оборонительные позиции. Солдаты Бернадота прорвали северную оборону города и сокрушили войска, противостоявшие Мюрату и Сульту. Блюхер едва сбежал из города, хотя большая часть его штаба была взята в плен, а войска почти были разгромлены. Французы жестоко разграбили Любек во время и после боевых действий. На следующий день французы заманили уцелевших пруссаков в ловушку у датской границы и вынудили Блюхера сдаться.
Датские войска под командованием Иоганна Эвальда также были мобилизованы и развёрнуты на близлежащей датско-прусской границе с целью предотвращения проникновения французских или прусских войск на их территорию (первоначальный план Пруссии состоял в том, чтобы бежать от наступающих французов в Данию) и защиты датского нейтралитета силой, если это необходимо. Однако датские войска не принимали никакого существенного участия в вооружённой борьбе, за исключением нескольких незначительных стычек и переговоров как с прусскими, так и с французами, хотя во время них сам Эвальд был ненадолго задержан французами.
Французы захватили в плен небольшое шведское войско во время сражения. Вежливое и уважительное отношение Бернадота к офицерам и солдатам отчасти привело к тому, что скандинавская нация предложила свою корону французскому маршалу почти через четыре года после этой битвы.